# Salhab
Salhab, en arabe : سلحب ou Khirbet Salhab, est un village du gouvernorat de Tubas en Palestine, situé au nord-est de la Cisjordanie, à 4 km au nord de Tubas.
Selon le recensement du bureau central palestinien des statistiques, la localité compte une population de 25 habitants en 2017.